# Volkswagen Voyage
El Volkswagen Voyage es un automóvil de turismo del segmento B creado en Brasil por la Volkswagen do Brasil en el año 1981. Este modelo fue presentado como la versión tricuerpo del modelo Volkswagen Gol y a la vez, dicho también fue ideado para suplir a los anticuados Volkswagen Sedan y Volkswagen Brasilia. El mismo, recibió diferentes nombres según el mercado donde se vendió: Gacel y Senda en Argentina; Voyage en Brasil (y en Argentina para la segunda generación); Fox en Estados Unidos; y Amazon en Chile , Perú , Bolivia, Ecuador, Panamá y Uruguay; . La primera generación de este modelo fue producida y conocida en Argentina bajo los nombres de Volkswagen Gacel y Volkswagen Senda, su periodo abarca los años desde 1983 hasta 1996. A su vez, el Voyage presentó una versión station wagon o familiar denominada Parati en Latinoamérica y Fox Wagon en Estados Unidos. Esta versión, al solo ser de dos puertas en sus primeras generaciones no se comercializó en Argentina, sin embargo, la segunda versión fue puesta como versión station wagon de la segunda generación del Volkswagen Gol, manteniendo el nombre Parati en Brasil y recibiendo el nombre de Gol Country en Argentina.
En septiembre de 2008, se lanza la segunda generación de este modelo (después de haber sido suplida por modelos como el Polo Classic/Derby y el Polo), utilizando la plataforma NF y retomando el nombre de Voyage para la gran mayoría de los mercados latinoamericanos, con excepción de México, donde se comercializa a partir de diciembre de 2008 bajo el nombre de Gol Sedán.

## Historia

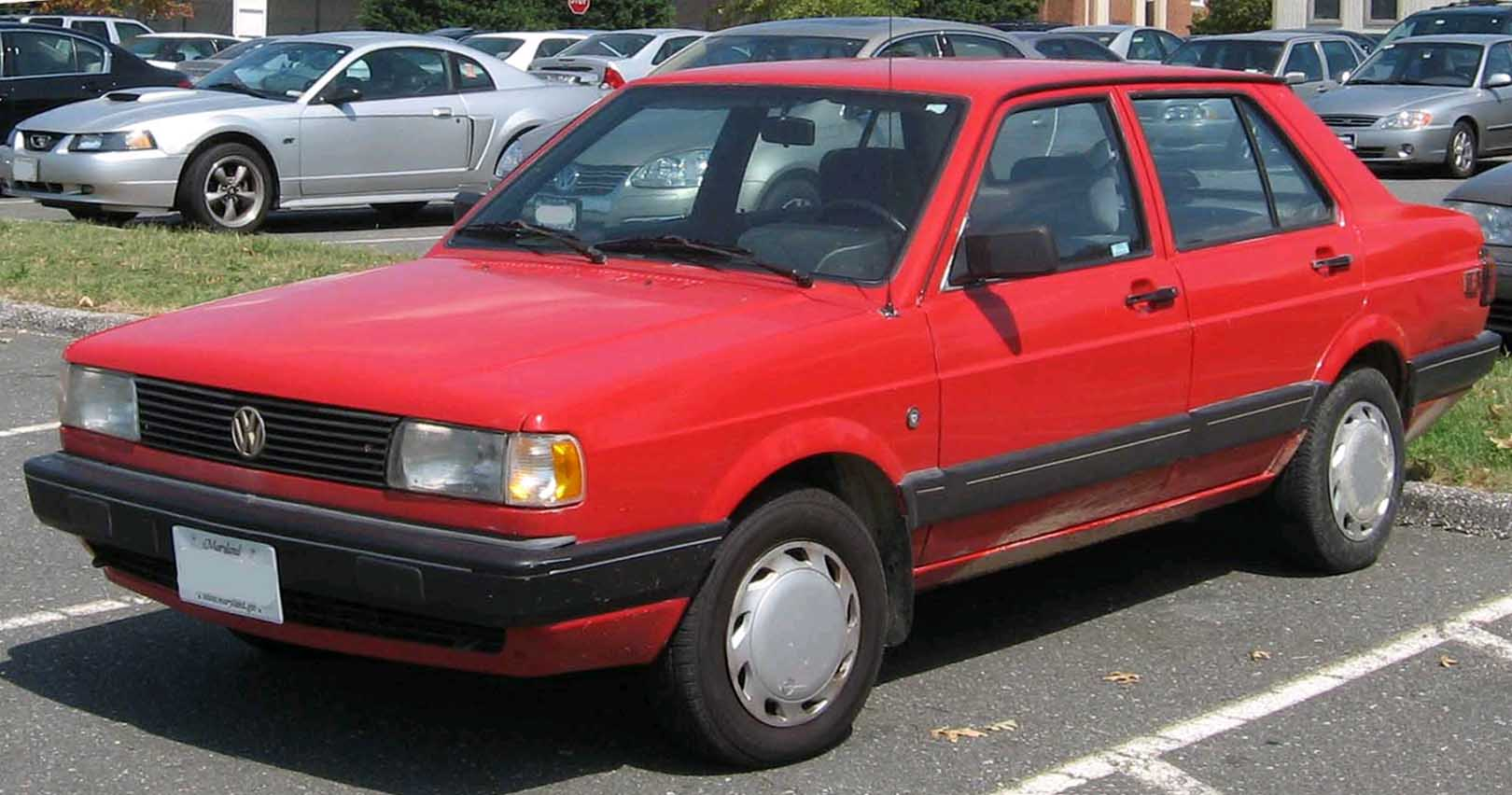
Volkswagen Senda.

El Volkswagen Voyage fue fabricado y presentado en Brasil en el año 1981, y fue lanzado al público como una respuesta al desafío de la competencia que implementaba nuevos modelos con tracción delantera y cajas de velocidades de 5 marchas, algo novedoso y muy superior al vetusto Volkswagen Escarabajo.
Este coche fue diseñado en Brasil, sobre la desarrollada plataforma BX, que fuera diseñada íntegramente por Volkswagen do Brasil, para dar caza a los modernos vehículos de la competencia (Fiat 147, Chevrolet Chevette) y para dar retiro a los ya poco requeridos Escarabajo y Brasilia.
El Voyage fue fabricado en Argentina a partir del año 1983, inicialmente bajo el nombre de Gacel. Su misión era la de reemplazar al ya anciano VW 1500, que ya no podía hacer frente a la "nueva camada" de vehículos como lo eran el Ford Escort o el Renault 9.
En 1990 el Gacel cambia su denominación a Senda. Si bien ambos vehículos eran idénticos en carrocerías y mecánica, el Senda venía con equipamiento base en su interior. Apenas algunos cambios, como un pequeño restyling en el frente, marcaban la diferencia entre el Senda y el Gacel.
Pero si en algo se diferenciaban de su primo brasileño Voyage era que ambos vehículos siempre se fabricaron en Argentina con carrocerías de 4 puertas, mientras que el Voyage era fabricado en Brasil con carrocería de 2 puertas. También por esos años, se lanzaba al mercado argentino la versión Pick-Up del Senda, la Saveiro.
Estos vehículos fueron fabricados en Argentina con motores 1.6 y 1.8 nafta o con motores 1.6 Diésel. Todos equipados con la misma caja manual de 5 velocidades. Sin embargo, la aparición en 1991 del Volkswagen Gol en Argentina, provocó un menor interés en la gente por el Senda o el Gacel. Tanto fue así, que a la renovación del Gol en 1995, no lo acompañó una renovación del Senda, por lo que este vehículo fue reemplazado por el Volkswagen Polo, en el año 1996.

## Historial deportivo
Volkswagen, en Argentina, siempre fue una marca caracterizada por animar espectáculos deportivos. Su aparición en el TC 2000 le hizo ganar varios adeptos que hasta el día de hoy siguen concurriendo a las pistas a alentar a sus modelos favoritos.
Y si algo caracterizó a esta marca, es el hecho de haber sido gran animadora con todos los modelos con los que corrió: VW 1500, Gacel, Carat, Gol, Pointer, Polo y Bora.
El Volkswagen Gacel aparecería en las pistas argentinas en el año 1986, el mismo año en que Omar Bonomo se coronó campeón de Turismo Nacional Clase "2". Otro piloto campeón con este modelo fue el rafaelino René Zanatta en 1990 y 1991. 
El Gacel, debutó en Turismo Competición 2000 en el año 1989, casi como un vehículo de emergencia para reemplazar al anticuado VW 1500. De la mano de Guillermo Maldonado, el abanderado de la marca por ese entonces, el Gacel tuvo un debut resonante, llegando a pelear de igual a igual los campeonatos del 89 y 90 contra el Ford Sierra y la cupé Renault Fuego. El coche venía equipado con su motor AP1800 (Mal llamado Audi) de fábrica, el mismo que también equipaba a los Ford Escort Ghía, y debido a su bajo peso, el coche fue una verdadera amenaza a las aspiraciones de los demás pilotos. Sin embargo, tanto en 1989 como en 1990, el coche finalizó en tercer lugar, detrás de Traverso, que fue campeón en ambos años, y de Miguel Ángel Guerra en 1989 y Osvaldo "Cocho" López en 1990, subcampeones.
A finales de 1990, la baja producción del Gacel hizo adelantar el debut del Carat, que obtuvo una victoria en su segunda participación, le dio a Volkswagen el tercer puesto del año 1990 y obtuvo el subcampeonato del año 1991. De esta forma, se daría la última participación de este sedán, ya que en 1992 Maldonado continuaría con el Carat, al que terminaría reemplazando por el Volkswagen Gol, después de un fuerte accidente que dejara al Carat deshecho. Otro piloto que también presentara en su oportunidad una unidad Gacel, fue el ex-internacional Miguel Ángel Guerra, quien conformaría a finales de 1993 un equipo particular a las órdenes del preparador Alberto Canapino. Tras este año, no se volverían a ver modelos Gacel, terminando de esa forma su participación en el TC 2000.
Sin embargo aún hoy en día, se siguen utilizando estos autos junto con el Gol para competencias zonales en el interior del país y para competencias nacionales de Rally, demostrando una vez más la confiabilidad de su motor y la robustez de su estructura. Por tales cualidades, los Gacel y Senda están catalogados como verdaderos rivales del Renault 18, automóvil de un segmento superior a estos modelos, pero con similares características mecánicas.

## Apariciones en películas
En el año 1992, Volkswagen United States Inc. fue contactada por el director Tim Burton para solicitar colaboración en el rodaje de la película Batman Returns, protagonizada por Michael Keaton, entre otros. La idea de Burton fue la de solicitar la provisión de coches sencillos y baratos para la recreación del tránsito citadino en las calles de la fictica Ciudad Gótica, siendo utilizados en forma casi exclusiva unidades del modelo Voyage fabricado en Brasil y comercializado en ese entonces en los Estados Unidos como Volkswagen Fox.

## El retorno del Voyage

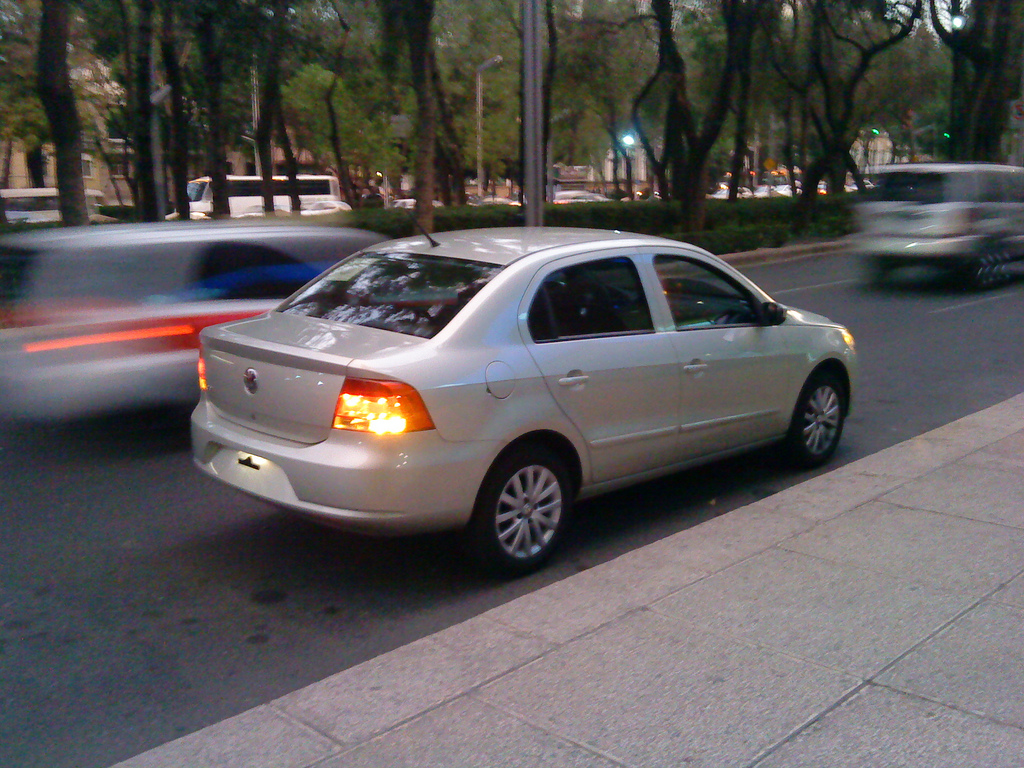
Volkswagen Gol Sedán Comfortline 2009 en el Paseo de la Reforma de la Ciudad de México.

El 12 de septiembre de 2008, Volkswagen comenzó la producción de una segunda generación de la variante sedán del Gol. Este automóvil, a partir de ahora tendrá el nombre de Volkswagen Voyage y será el único nombre con el que se lo conocerá en la mayoría de los mercados mundiales. El Voyage, tendrá en su presentación la siguiente gama de equipamientos: Voyage 1.0, Voyage 1.6, Voyage 1.6 Trend y Voyage 1.6 Comfortline. Así como el Volkswagen Gol, el nuevo Volkswagen Voyage, presentará una nueva configuración respecto al modelo lanzado en los años '80, equipandosé con su motor en posición transversal, además de estar montado sobre la nueva plataformas NF, la misma que ocupan el Volkswagen Fox, el Volkswagen Suran y la tercera generación del Gol. La gama de motores, está constituida por dos 1.0 L Uno de 72 CV a gasolina y el otro de 76 CV con funcionamiento a base de alcohol y un 1.6 L de 101 CV a gasolina o 103 CV con funcionamiento a base de alcohol. Estos motores, vienen equipados con una caja de cambios manual de 5 velocidades, aunque existe la probabilidad de incorporación de una caja de cambios automática en un futuro cercano. 
El nombre de Voyage es retomado en la gran mayoría de los mercados de América Latina, a excepción de Bolivia, Paraguay,  México y Uruguay, donde a partir de diciembre de 2008 se comercializa bajo el nombre de Volkswagen Gol Sedán. Cabe mencionar que este vehículo únicamente reemplaza al Volkswagen Polo Classic de tercera generación, fabricado en Argentina en la gran mayoría de países en América Latina, sin embargo, se continuará con la comercialización del Volkswagen Polo Sedán fabricado en Brasil, debido a que éste cuenta con acabados, equipo y tecnologías por encima del Voyage.

## Motorizaciones
Volkswagen Gacel GL
- Motor AP1600 1,6 - 73 CV

Volkswagen Gacel GS
- Motor AP1800 1,8 - 96 CV

Volkswagen Gacel GLS
- Motor AP1800 1,8 - 96 CV

Volkswagen Gacel GTS
- Motor AP1800 1,8 - 96 CV

Volkswagen Gacel GLD
- Motor Diésel 1,6 - 54 CV

Volkswagen Senda
- Motor AP1600 1,6 - 83 CV

Volkswagen Senda Diésel
- Motor Diésel 1,6 - 54 CV